# NGC 5824
NGC 5824 é um aglomerado globular na direção da constelação de Lupus. O objeto foi descoberto pelo astrônomo Edward Barnard em 1886, usando um telescópio refrator com abertura de 6 polegadas. Devido a sua moderada magnitude aparente (+9,1), é visível apenas com telescópios amadores ou com equipamentos superiores. 